# Dorfkirche Mesendorf

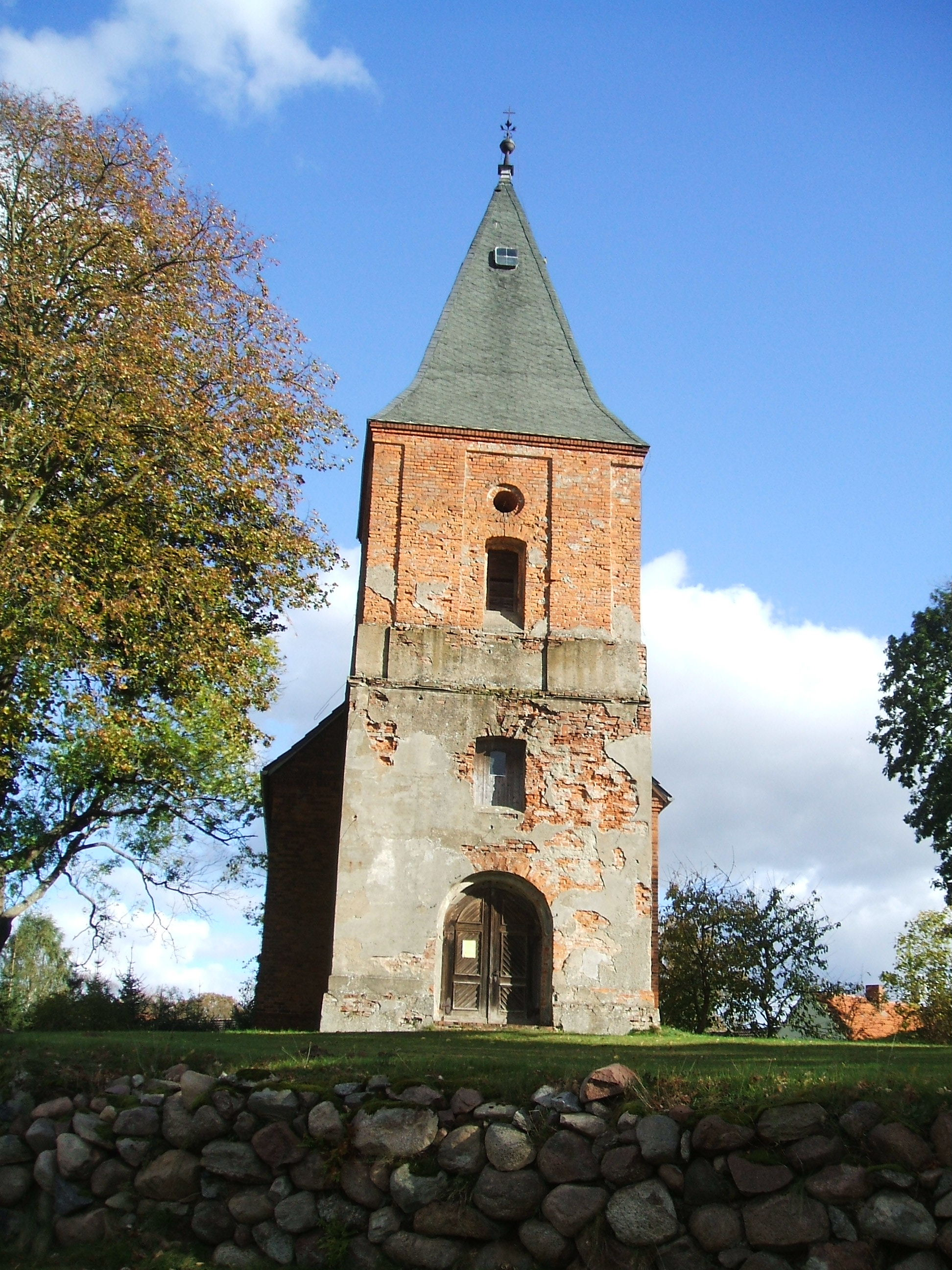
Dorfkirche Mesendorf

Die evangelische, denkmalgeschützte Dorfkirche Mesendorf steht in Mesendorf, einem Ortsteil der Stadt Pritzwalk im Landkreis Prignitz in Brandenburg. Die seit einigen Jahren nicht mehr genutzte Kirche gehörte zum Kirchenkreis Prignitz der Evangelischen Kirche Berlin-Brandenburg-schlesische Oberlausitz. 

## Beschreibung
Das Langhaus und der eingezogene Chor im Osten der neugotischen Saalkirche wurden 1897/99 aus Backsteinen als Ersatz für eine Fachwerkkirche von 1620 erbaut. Der quadratische barocke Kirchturm im Westen wurde bereits 1780/88 errichtet.
Die kleine Orgel von Friedrich Hermann Lütkemüller  mit vier Registern auf einem Manual und angehängtem Pedal von 1882 wurde nach Aufgabe der Kirchennutzung 1998 ins Mecklenburgische Orgelmuseum Kloster Malchow umgesetzt.